# Sainte-Céronne-lès-Mortagne
Sainte-Céronne-lès-Mortagne település Franciaországban, Orne megyében. Lakosainak száma 249 fő (2022. január 1.). Sainte-Céronne-lès-Mortagne Soligny-la-Trappe, Bazoches-sur-Hoëne, Saint-Hilaire-le-Châtel, Saint-Ouen-de-Sécherouvre és Tourouvre au Perche községekkel határos.

## Népesség
A település népessége az elmúlt években az alábbi módon változott:
| Lakosok száma | 262  | 257  | 261  | 249  | 245  | 245  | 246  | 247  | 249  |
|               | 2013 | 2015 | 2016 | 2017 | 2018 | 2019 | 2020 | 2021 | 2022 |